# Йокич, Миодраг
Миодраг Йокич (серб. Miodrag Jokić, родился 25 февраля 1935 года в Доне-Топлице — 22 октября 2022, Гаага) — югославский военачальник, вице-адмирал ВМС СФРЮ, осуждённый Международным трибуналом по бывшей Югославии на 7 лет тюрьмы за преступления против гражданского населения Дубровника.

## Биография
Родился в сербской общине Валево, в местечке Доня-Топлица. Окончил военно-морскую академию, до 1991 года служил офицером в югославском флоте. После начала югославских войн произведён в вице-адмиралы, командовал 9-м военно-морским сектором югославского флота. После провозглашения независимости Хорватии в район Дубровника вошли части Югославской народной армии и начали трёхмесячную осаду, которая закончилась ничем. Однако, по мнению Международного трибунала в Гааге, югославские части во время осады нанесли огромный ущерб городу, разрушив ряд гражданских строений и убив огромное количество гражданских жителей.
В 2001 году Миодраг Йокич, Павле Стругар, Милан Зец и Владимир Ковачевич были обвинены Трибуналом в нарушении правил ведения войны и нападении на наследие ЮНЕСКО в Старом городе Дубровника. Стругар и Йокич добровольно сдались суду, став первыми гражданами Союзной Республики Югославии, пошедшими на такой шаг, но против ареста Йокича активно высказывались сербы, организовавшие массовые акции протеста. 1 апреля 2003 года Йокич признал себя виновным по всем пунктам обвинения на втором слушании и выразил свои сожаления по поводу предпринятых действий:

Я знал о своей ответственности командующего за действия моих подчинённых в бою, а также за неудачи и ошибки в командовании войсками. В это же время я чувствовал, что нам как ответственному обществу нужно открыто и искренне осознавать военные преступления, которые были совершены. Я верил в важность начала сотрудничества с Трибуналом и что вопреки любому противостоянию и непониманию в обществе кто-то должен определённо начать принимать ответственность за то, чтобы попросить прощения у пострадавших и, в конце концов, достигнуть воссоединения с окружающим миром. Ваша честь, я присутствую здесь по двум причинам: во-первых, это моё собственное признание как командира, у которого есть моральные и личные обязанности принимать ответственность и просить прощения за действия своих подчинённых, хотя я не отдавал им приказы; во-вторых, это факт того, что признание моей вины, моё покаяние и раскаяние важнее моей личной судьбы. 6 декабря 1991 года погибли два человека, три были ранены, значительный урон был нанесён гражданским постройкам, культурным и историческим памятникам Старого города Дубровника. Факт того, что в зоне моей ответственности погибли эти люди, навсегда останется в моей памяти на всю жизнь.

С учётом чистосердечного признания Йокича суд приговорил вице-адмирала к 7 годам лишения свободы. Йокич также свидетельствовал против своего начальника Стругара, а в 2008 году был освобождён после отбытия двух третей срока и вернулся в Сербию.